# Werner van Treeck
Werner van Treeck (* 5. Dezember 1943 in Bonn) ist ein deutscher Soziologe.

## Leben
Von 1962 bis 1972 studierte van Treeck er an den Universitäten Bonn und Bochum die Fächer Germanistik, Geschichte, Soziologie, Politikwissenschaft und Philosophie. Von 1972 bis 1977 war er wissenschaftlicher Assistent am Institut für Soziologie an der FU Berlin. 1981 wurde er an der FU Berlin bei Urs Jaeggi und Sebastian Herkommer promoviert. 1983 heiratete er Bettina Gransow. Nach der Habilitation 1984 für das Fach Soziologie folgte er den Rufen 1984 an die Hochschule Bremerhaven auf eine Professur für Gesellschaftliche Wirkungsanalyse von informationsverarbeitenden Systemen und 1986 an die Universität Kassel auf eine Professur für Arbeitspolitik. Bis 2001 war er Redakteur der Zeitschrift für Philosophie und Sozialwissenschaften Das Argument. 2009 trat er in den Ruhestand.

## Schriften (Auswahl)
- mit Reinhardt Diehl: Sachbearbeiter und Computer im Leistungswesen der Ortskrankenkasse. Gesamthochschule Kassel, Kassel 1982, OCLC 74582457.
- Programmieren durch Sachbearbeiter und Facharbeiter?. Kasseler Verlag, Kassel 1985, ISBN 3-923950-10-1.
- mit Heinrich Riehl und Wolfgang Schäfer: Selbstgestaltung in der Verwaltungsarbeit. Entwicklung von kommunalen DV-Anwendungssystemen durch den Sachbearbeiter in A. Gesamthochschule Kassel, Kassel 1989, ISBN 3-88122-507-2.
- Dummheit. Eine unendliche Geschichte. Reclam, Stuttgart 2015, ISBN 3-15-011018-1.